# Кордильєра-Суббетіка
Кордильєра-Суббетіка (ісп. Cordillera Subbética) — гори на півдні Іспанії, частина гірської системи Кордильєра-Бетіка.
Вища точка, гора Ла-Сагра, досягає висоти 2383 м над рівнем моря.  Гори простягаються від мису Трафальгар і Гібралтару на північний схід уздовж узбережжя Андалусії і Мурсії до півдня Валенсії. Переважають висоти понад 1000 м, піки перевищують висоту 1500 м, вищі точки - 2000 м.
На північ від Суббетіки розташовані гори Кордильєра-Пребетіка, в деяких джерелах обидві системи об'єднуються в одну, або Пребетіка вважається підсистемою Суббетіки. Ла-Сагра та деякі інши вершини належать до обох гірських систем.